# Kaianders Sempler
Kaianders Sempler, folkbokförd Kai Anders Sempler, född 10 april 1946 i New York i USA, är en svensk vetenskapsjournalist och illustratör.
Sempler studerade arkitektur vid Chalmers tekniska högskola 1965–1970, matematik och oceanografi vid Göteborgs universitet 1970–1971. Han var med och grundade tidskriften Musikens makt 1973 och har varit verksam som illustratör sedan 1976.
Sempler har sedan 1978 till 2018 varit knuten till tidningen Ny Teknik som regelbunden krönikör och kåsör och med teknikpolitiska satirteckningar. Han har även regelbundet fram till 2015 skrivit krönikor i tidningarna Affärsvärlden, Teknikhistoria och Kemivärlden.
Sempler är tidigare ordförande för Svenska föreningen för vetenskapsjournalistik 2002-2004 och var åter ordförande 2015. Han var tidigare svensk representant och styrelsemedlem i European Union of Science Journalists’ Associations, EUSJA. Han har också varit mentor för fransktalande afrikanska vetenskapsjournalister genom WFSJ, World Federation of Science Journalists med säte i Kanada. Sempler har också varit styrelsemedlem i Svenska Pugwashgruppen.
Kaianders Semplers specialitet är teknik- och vetenskapshistoria, och han har medverkat som både tecknare och författare i teknikhistoriska böcker som Resan till Kristallpalatset (tillsammans med Erik Mellgren) om den industriella revolutionens England och Lillasyster Ester på äventyr i kemivärlden. 
Under en period på 1980-talet gjorde han tillsammans med musikern Jonas Forssell visor till Sveriges radios miljöredaktion. Numera tillhör han blåssektionen i coverbandet Märta and the Cadillacs. 
Kaianders leder också tillsammans med kollegan Erik Mellgren sedan 2014 teknikhistoriska resor till Storbritannien, Tyskland och Frankrike i samarbete med resebyrån Historiska resor.  
Kaianders Sempler utsågs 2017 till hedersdoktor vid Chalmers tekniska högskola, med motiveringen "sin framstående gärning som vetenskapsjournalist och folkbildare inom naturvetenskap och teknik. Genom sitt arbete med både text och bild är han en föregångare i dagens vetenskapliga kommunikation inom både forskning och undervisning".